# Солдатська медаль Пошани КНДР
Солдатська медаль Пошани (КНДР) (кор. 전사의 영예 훈장) була заснована 1 липня 1950 року. Вручається солдатам і партизанам за бойову хоробрість або керівництво військами в бою. Розроблений за зразком і нагороджений за критеріями того ж рівня, що й радянський орден Вітчизняної війни. Північна Корея надала 50 % пенсії будь-якому солдату, який втратив працездатність в результаті дії, яка призвела до нагородження солдата орденом.

## Історія нагороди
Згідно з північнокорейською пропагандою, наказ був ініційований Кім Ір Сеном: «28 червня, 39 Чучхе (1950 р.) Кім Ір Сен сказав одному з офіційних осіб, що він збирається нагородити званням підрозділу Сеула тих, хто брав участь у звільненні Сеула. операції, додавши подяки, також слід нагородити заслужених солдатів». Згідно з цими заявами, пізніше того ж дня він попросив художника створити дизайн ордена. Наступного дня Кім «запропонував вписати в наказ літери „За батьківщину“ і солдата з гвинтівкою в руках і прикрасити його рамку зіркою червоного кольору». Наступного дня він затвердив змінений дизайн і «власноруч назвав його орденом Солдатської честі».

## Нагороджені
Під час Корейської війни 7 972 корейців і 530 китайців отримали нагороду в першому класі та 112 170 корейців і 6 349 китайців у другому класі.
Серед нагороджених:
- Рі Пен Чхоль (ІІ ступінь,двічі)
- Кім Чен Ір (І ступінь)
- Кан Сон Нам (ІІ ступінь,двічі)